# 玉龙藁本
玉龙藁本（学名：Ligusticum rechingerana）是伞形科藁本属的植物，为中国的特有植物。分布在中国大陆的云南省、四川省等地，生长于海拔1,500米至4,100米的地区，一般生于坡地灌丛中或高山草地，目前已由人工引种栽培。